# Mushin
Mushin (無心 Mushin?, lit. "sin mente") es un concepto  psicológico de las artes marciales de Japón, proveniente del taoísmo y el budismo, que designa un estado mental caracterizado por una ausencia de pensamientos y emociones, el cual permite a la mente permanecer abierta y adaptable a todas las circunstancias del combate. Está relacionado con el flujo que experimentan los artistas en un proceso creativo. La expresión es una acortación del término zen mushin no shin (無心の心 Mushin no shin?, lit. mente sin mente).

## Descripción
El mushin se alcanza cuando la persona aleja de sí las ideas de miedo, ira y ego durante el combate o la vida diaria. Mediante este método se anula el pensamiento discursivo y el juicio, de modo que la mente es totalmente libre de actuar y reaccionar sin la demora causada por tales pensamientos. En este caso, la persona no confía en su pensamiento consciente o lo que "piensa" que debería hacer, sino en su reacción natural entrenada o lo que "siente" que debería hacer (intuición). No es un estado de relajación ni inactividad, sin embargo; al contrario, la mente trabaja a muy alta velocidad, pero sin intención, plan o dirección, sino solamente su propia capacidad de adaptación a su entorno.
Algunos maestros creen que el mushin es el estado en el que la persona finalmente entiende la inutilidad de las técnicas y es auténticamente libre de actuar, es decir, que la persona deja de considerarse un "combatiente" o "luchador" y pasa a ser un todo a través del espacio. El maestro zen Takuan Sōhō dijo:
La mente debe estar siempre en el estado de 'flujo', porque cuando éste se detiene, esta interrupción es perniciosa para el bienestar de la mente. En caso de un espadachín, significa la muerte.
Cuando el espadachín se enfrenta a su oponente, no piensa en el oponente o en sí mismo, ni en los movimientos de la espada del oponente. Sólo permanece allí con su espada, la cual, olvidando todas las técnicas, está preparada para seguir los dictados del subconsciente. El hombre ha dejado de ser el portador de la espada. Cuando golpea no es el hombre, sino la espada en la mano del subconsciente del hombre quien golpea.
Sin embargo, el mushin no es sólo un estado de la mente al que se pueda acceder durante el combate. Muchos artistas marciales entrenan para conseguir este estado durante la kata a fin de lograr una ejecución impecable de ésta, tanto en el entrenamiento como en la lucha. Una vez el mushin ha sido alcanzado a través de la práctica del arte marcial, el objetivo es conseguirlo en otros aspectos de la vida del artista.
El mushin está relacionado con otro estado de la mente conocido como muga-mushin o heijoshin, en el que se busca conseguir un completo equilibrio armónico en la vida del practicante a través de disciplina mental. Miyamoto Musashi aludió a estos estados mentales en su Libro de los cinco anillos, y sus conversaciones con Jotaro fueron muchas veces repetidas en el folclore de Japón como lecciones morales. Tanto el mushin como el heijoshin provienen del budismo zen.

## En la cultura popular
El mushin inspiró a Akira Toriyama para crear el Migatte No Gokui en su serie de manga Dragon Ball.